# Маэда, Акира
Акира Маэда (яп. 前田日明 Маеда Акира, Ко Иль Мён (кор. 고일명); род. 24 января 1959, Осака) — японский рестлер, боец смешанных единоборств, актёр корейского происхождения, наиболее известный под псевдонимом Квик-кик-Ли. Создатель и президент Fighting Network Rings — организации, проводящей турниры по смешанным единоборствам.

## Реслинг и ММА
Свою карьеру Маэда начал в New Japan Pro Wrestling, где дебютировал в 1978 году. Проводил поединки против таких мировых звёзд, как Халк Хоган и Андре Гигант. В своей ММА карьере он провёл 12 матчей, 7 из которых выиграл, а 5 проиграл. Дебютировал в поединке против Магомедхана Гамзатханова (он же Волк — Хан) 25 января 1995 года, где проиграл. Впоследствии, он провёл ещё два поединка с Волком — Ханом (проиграл во втором, но вырвал победу в третьем матче). Кроме того, Маэда проводил поединки против таких русских спортсменов, как Николай Зуев и Андрей Копылов (обоих победил).
В 1999 году завершавший карьеру Маэда проводил поединок с трёхкратным олимпийским чемпионом по греко-римской борьбе Александром Карелиным: по правилам боя, Карелин мог применять только борцовские приёмы, Маэда — любые приёмы MMA. Перед боем с Карелиным Маэда заявил, что «не будет бить русского кулаками, хватит и ударов ладонями». Тем не менее, единогласным решением Маэда проиграл данный матч. После боя Маэду несли, а сам он идти не мог из-за того, что потратил много сил. В дальнейшем сюжет этого поединка неоднократно приукрашивался в прессе.
В UWF Маэда выиграл у таких бойцов как Такада, Ямазаки, Анджо и Накано.

## Смешанный стиль
| Боёв 12  | Побед 7 | Поражений 5 |
| -------- | ------- | ----------- |
| Нокаутом | 0       | 0           |
| Сдачей   | 4       | 3           |
| Решением | 0       | 1           |
| Другие   | 3       | 1           |

| Результат | Рекорд | Соперник               | Способ                           | Турнир                                                  | Дата             | Раунд | Время | Место                 | Примечание |
| --------- | ------ | ---------------------- | -------------------------------- | ------------------------------------------------------- | ---------------- | ----- | ----- | --------------------- | ---------- |
| Поражение | 7-5    | Александр Карелин      | Единогласное решение             | Rings: Final Capture                                    | 21 февраля 1999  | 3     | 5:00  | Япония, Токио         |            |
| Победа    | 7-4    | Магомедхан Гамзатханов | Болевой                          | Rings: Battle Dimensions Tournament 1997 Final          | 21 января 1998   | 1     | 4:24  | Япония                |            |
| Поражение | 6-4    | Киёси Тамура           | n/a                              | Rings: Battle Dimensions Tournament 1997 Final          | 21 января 1998   | n/a   | n/a   | Япония                |            |
| Победа    | 6-3    | Мацуя Нагаи            | n/a                              | Rings: Battle Dimensions Tournament 1997 Final          | 21 января 1998   | n/a   | n/a   | Япония                |            |
| Победа    | 5-3    | Николай Зуев           | Удушающий приём (удушение сзади) | Rings — Mega Battle Tournament 1997 Semifinal 1         | 25 октября 1997  | 1     | 5:17  | Япония                |            |
| Победа    | 4-3    | Андрей Копылов         | Удушающий приём (удушение сзади) | Rings — Extension Fighting 7                            | 26 сентября 1997 | 1     | 8:32  | Япония                |            |
| Поражение | 3-3    | Магомехан Гамзатханов  | Болевой (замок на ногу)          | Rings — Extension Fighting 2                            | 22 апреля 1997   | 1     | 8:47  | Япония                |            |
| Победа    | 3-2    | Морис Смит             | n/a                              | Rings — Budokan Hall 1997                               | января 1, 1997   | n/a   | n/a   | Токио, Япония         |            |
| Победа    | 2-2    | Есехиса Ямомото        | Болевой                          | Rings — Budokan Hall 1996                               | января 24, 1996  | n/a   | n/a   | Токио, Япония         |            |
| Победа    | 1-2    | Дик Врий               | n/a                              | Rings — Battle Dimensions Tournament 1995 Opening Round | октября 21, 1995 | n/a   | n/a   | Япония                |            |
| Поражение | 0-2    | Крис Долман            | Болевой (рычаг локтя)            | Rings Holland — Free Fight                              | 19 февраля 1995  | 2     | 4:07  | Амстердам, Нидерланды |            |
| Поражение | 0-1    | Магомехан Гамзатханов  | Болевой                          | Rings — Budokan Hall 1992                               | 28 июня 1992     | n/a   | n/a   | Токио, Япония         |            |